# Yearbook of Polish Foreign Policy
Yearbook of Polish Foreign Policy – anglojęzyczny polski periodyk naukowy poświęcony zagadnieniom polskiej polityki zagranicznej w danym roku. Rocznik ukazuje się od 1994 roku. Wydawcą jest Polski Instytut Spraw Międzynarodowych (PISM). Jego tematem są stosunki dwustronne i aktywność polskiej dyplomacji w instytucjach wielostronnych. Na jego łamach podejmuje się też próbę bilansu polskiej polityki zagranicznej. Zawiera kronikę stosunków międzynarodowych oraz skład kadry kierowniczej polskiej służby zagranicznej.  Od numeru 2009 czasopismo ukazuje się wyłącznie w wersji elektronicznej.